# Ки Бискејн (Флорида)
Ки Бискејн (Флорида) (енгл. Key Biscayne) град је у америчкој савезној држави Флорида.

## Демографија
По попису из 2010. године број становника је 12.344, што је 1.837 (17,5%) становника више него 2000. године.
| Група             | 2000.         | 2010.         |
| Белци             | 5.058 (48,1%) | 4.503 (36,5%) |
| Афроамериканци    | 48 (0,5%)     | 50 (0,4%)     |
| Азијати           | 97 (0,9%)     | 135 (1,1%)    |
| Хиспаноамериканци | 5.231 (49,8%) | 7.602 (61,6%) |
| Укупно            | 10.507        | 12.344        |